# 伯尼亞薩 (康斯坦察縣)
44°04′12″N 27°42′00″E / 44.07000°N 27.70000°E
伯尼亞薩（羅馬尼亞語：Comuna Băneasa, Constanța），是羅馬尼亞的城鎮，位於該國東南部，由康斯坦察縣負責管轄，面積109.7平方公里，2011年人口5,384，人口密度每平方公里49人，七成居民信奉東正教。